# Xã Logan, Quận Wayne, Missouri
Xã Logan (tiếng Anh: Logan Township) là một xã thuộc quận Wayne, tiểu bang Missouri, Hoa Kỳ. Năm 2010, dân số của xã này là 1.486 người.